# Kokotice evropská

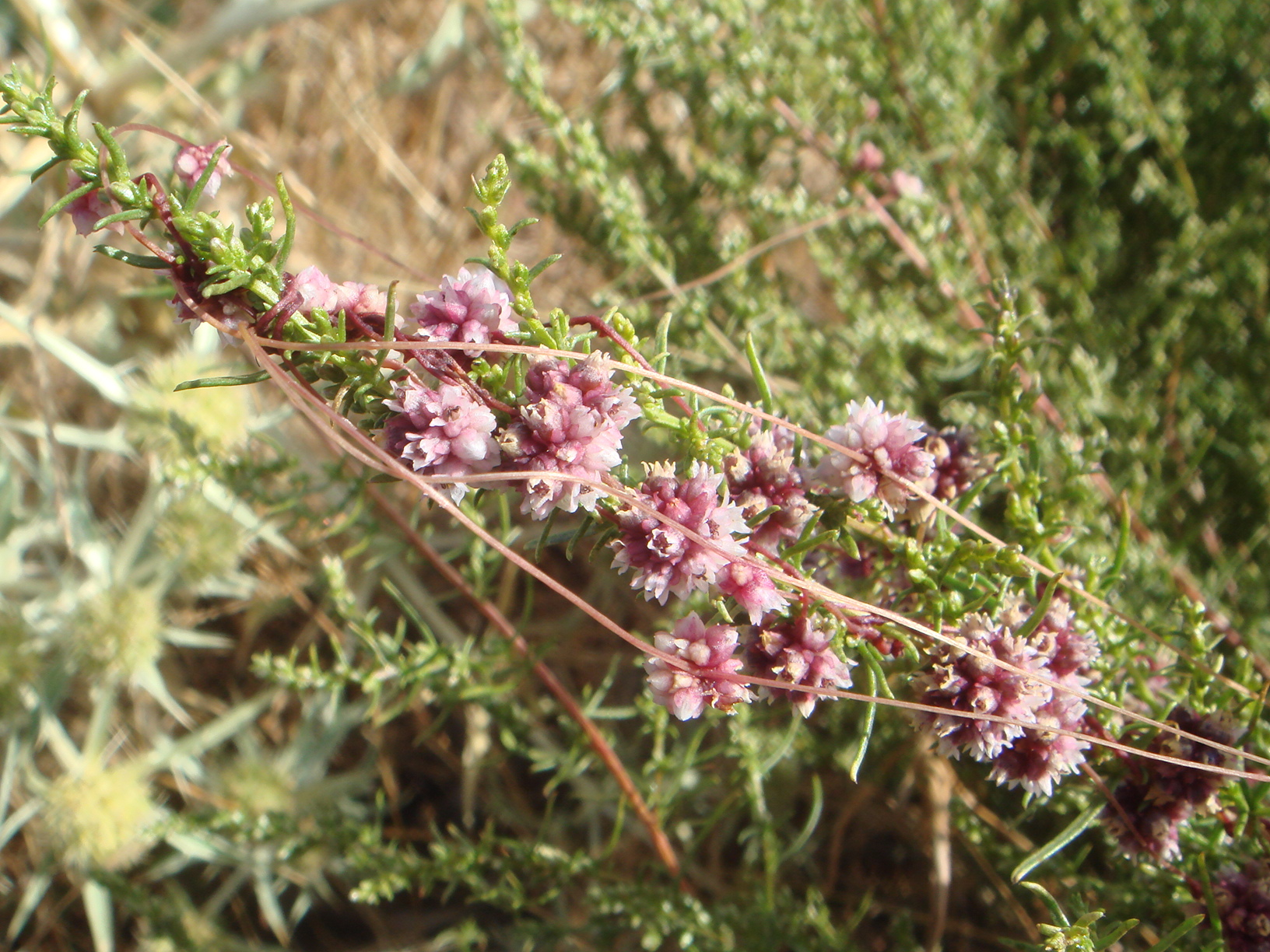
Kvetoucí kokotice evropská

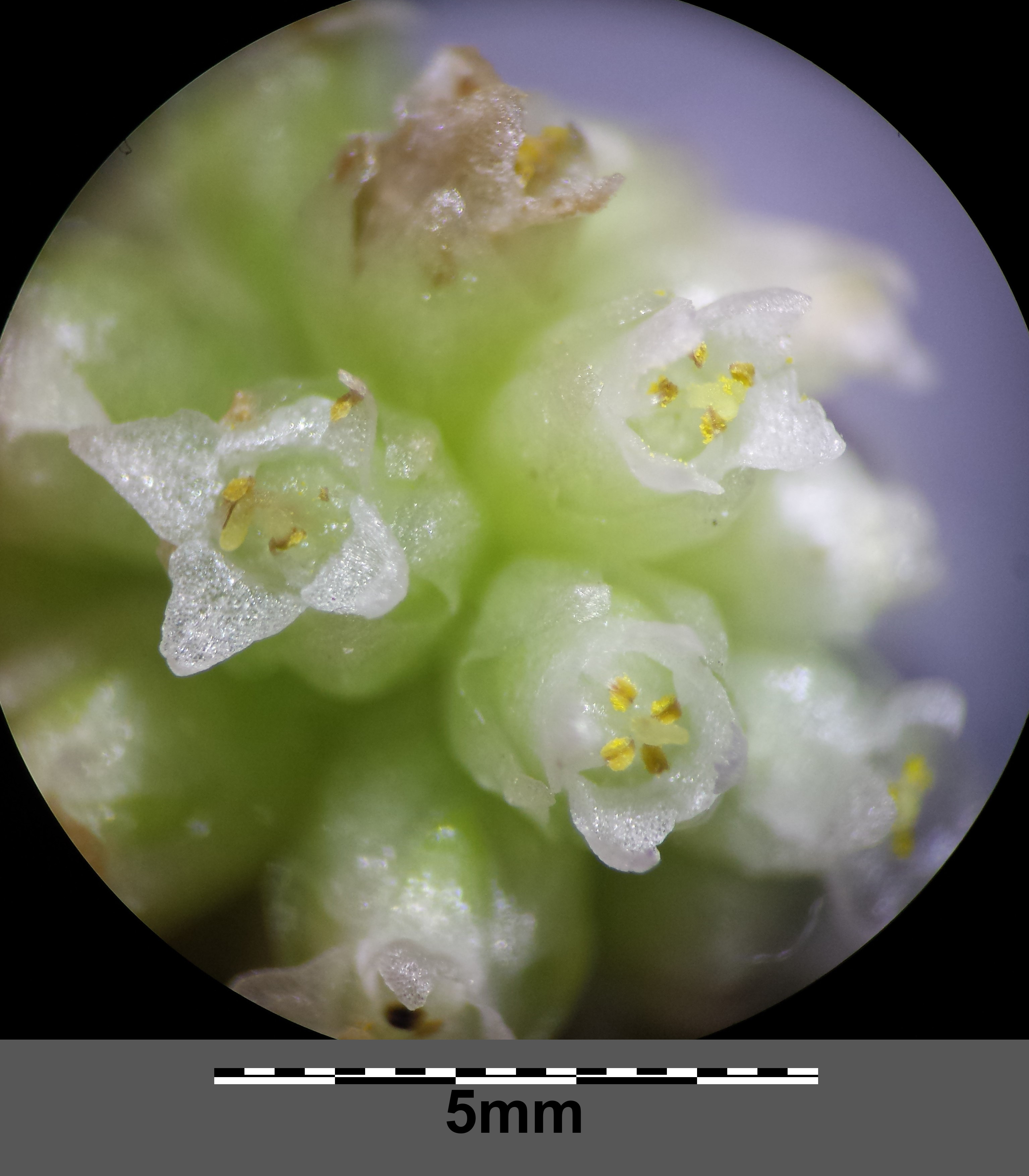
Část květenství

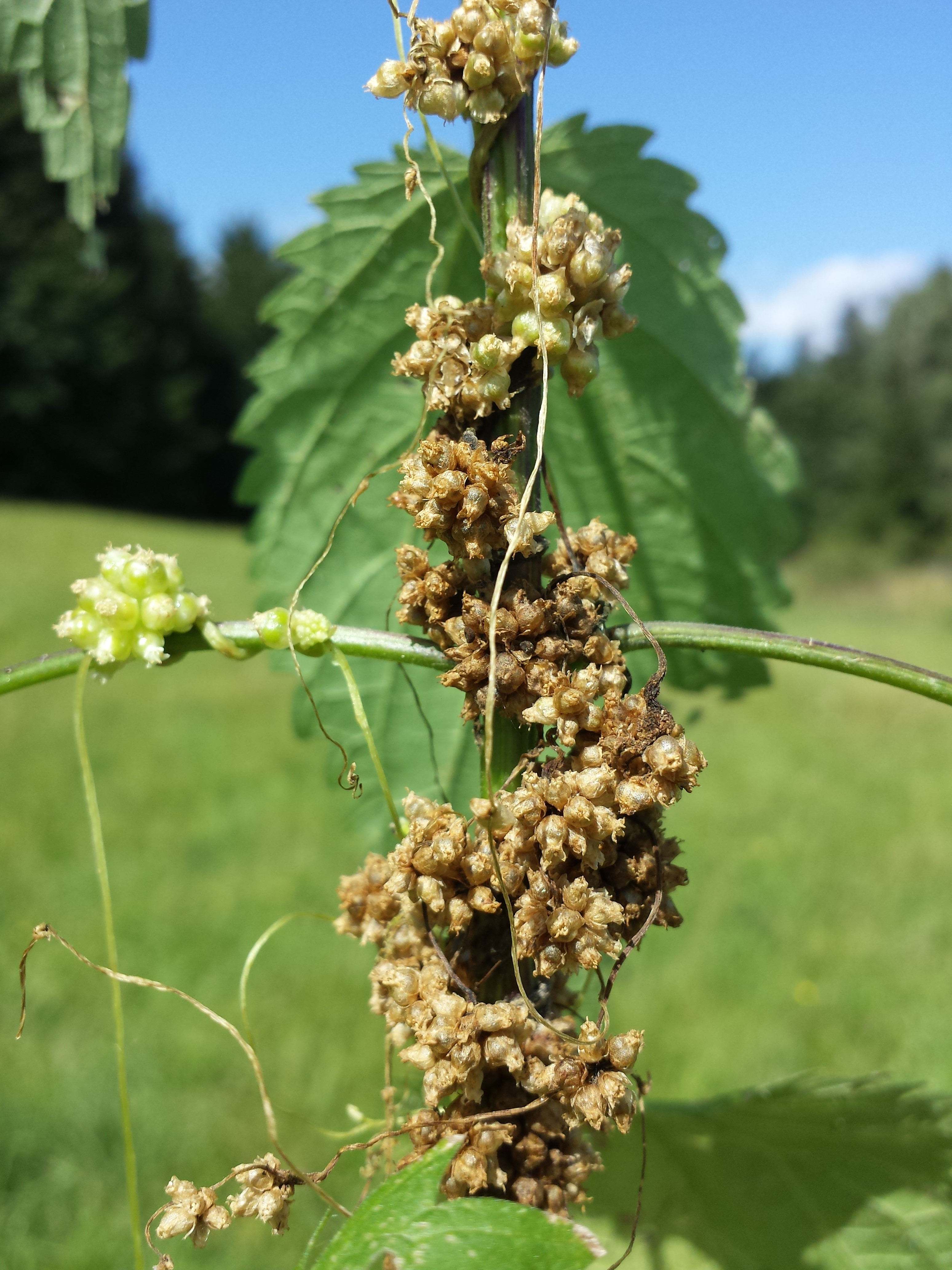
Tobolky se semeny

Kokotice evropská (Cuscuta europaea) je jednoletá, nezelená bylina, která nemá funkční chloroplasty a proto parazituje na jiných rostlinách. Je stonkový holoparazit se zakrnělými listy, jenž nedokáže fotosyntetizovat monosacharidy, primární zdroje energie nutné k růstu. Přisvojuje si proto látky nutné k výživě z nadzemní části, ze stonků, sousedních rostlin. V české přírodě je původním druhem a z asi pěti vyskytujících se druhů kokotic je tím nejrozšířenějším.
Tato cizopasná rostlina je rozšířena téměř v celé Evropě a ve velké části asijského mírného pásma, zasahuje i na severovýchod Afriky. V malé míře byla lidmi zavlečena na severovýchod Spojených států amerických a na Severní ostrov Nového Zélandu. V České republice se kokotice evropská vyskytuje na celém území roztroušeně až hojně, nejhojnější je v teplejších nížinných oblastech, do horských poloh vystupuje jen vzácně.

## Ekologie
V české přírodě roste v pobřežních křovinách, na okrajích vodních ploch, ve vlhkých lemech lesů, v příkopech, podél cest i na rumištích. Vyskytuje od nížin po podhůří, v lese i nelesní vegetaci. Nejhojnější bývá v poříčí velkých řek, okolo Labe, Dyje a Moravy. Na vhodných, teplých stanovištích se vyskytuje vzácně i ve vyšších polohách, například v Bílých Karpatech na Velké Javořině v nadmořské výšce 920 m n. m.
Vyskytuje se ve volné přírodě i na obdělávaných polích, kde je nechtěným plevelem. Nečistým osivem nebo semenem přezimujícím v půdě může dojít k silnému zaplevelení kulturních plodin. V české krajině roste na kopřivě, pelyňku, řebříčku, bršlici, posedu, opletníku, pcháči, ptačím zobu, jasanu nebo vrbě. Z užitkových rostlin často cizopasí na chmelu, tabáku, bramborách, konopí a mrkvi. Druh je v závislosti na hostiteli a stanovišti poměrně dost proměnlivý. Kvete od června do září. Stupeň ploidie 2n = 14.

## Popis
Jednoletá rostlina s 1 až 2 mm tlustou, bohatě větvenou, ovíjivou, levotočivou lodyhou dlouhou až 150 cm. Nažloutlá až načervenalá, lysá lodyha je spirálovitě porostlá nezelenými listy redukovanými v šupiny a mezi nimi hustými, kulovitými klubíčky květů či osamocenými květy. Tato květenství o průměru 10 až 15 mm bývají tvořená deseti, patnácti či více oboupohlavnými květy, které jsou bělavé, světle hnědé až načervenalé. Květ má kalich zvonkovitého tvaru, bělavý nebo zelenavě hnědý, vytvořený ze čtyř (pěti) trojúhelníkově vejčitých, na konci tupých cípů. Vytrvalá koruna je tvořená čtyřmi (pěti) růžovými, trojúhelníkovými nebo vejčitými laloky, které jsou zpravidla rovnovážně odstálé, řidčeji vzpřímené nebo nazpět ohnuté. V korunní trubce jsou čtyři (pět) tyčinky a jejich prašníky krátce vyčnívají z koruny. Svrchní semeník je vytvořen dvěma plodolisty, pestík má dvě stejně dlouhé čnělky s bliznami. K opylení květu může dojít buď pylem cizím přenášeným hmyzem, nebo pylem vlastním. Zvláště v době dešťů se květy často ani nerozvírají a opylují se kleistogamicky.
Plod je dvoupouzdrá, víčkem se otvírající, podlouhlá až vejčitá tobolka asi 3 mm velká, obalená zaschlou korunou. Obsahuje čtyři hnědá semena asi 1 mm velká, která jsou v půdě dlouze životná, běžně pět let. Na statné rostlině může dozrát i několik tisíců semen, která bývají rozšiřována větrem, vodou, zažívacím ústrojím zvířat i lidskou činností. Semena mají různě tvrdá a vodu špatně propouštějící osemení; klíčí proto postupně. Tato vlastnost je při nepřítomnosti hostitelských rostlin v těsné blízkosti výhodná, nevyklíčí tak mnoho semenáčů zbytečně a semena nepřijdou nazmar, uchovají se v půdě pro následné roky.

## Rozmnožování
Semena klíčí až počátkem léta, kdy je půda dobře prohřátá a většina ostatních rostlin již vzklíčila. Ze semene vždy vyroste drobná rostlinka bez děložních lístků, která se podobá bělavému vláknu. Spodním, tlustším koncem je přichycená v půdě a čerpá z ní vodu potřebnou k růstu. Na horním konci se semenáček prodlužuje a přitom se šroubovitě otáčí, snaží se najít a zachytit se vhodné rostliny rostoucí v blízkosti. Pokud se mu to podaří, ovine se kolem ní a zapustí do její lodyhy haustoria a pomoci nich se dále vyživuje. Spodní konec mladé rostlinky do dvou až třech týdnů odumře a přeruší tak její spojení s půdou, pokud horní konec nenalezl vhodnou bylinu k parazitaci semenáč uhyne. Kokotice evropská postupně omotává lodyhu parazitované rostliny a vrůstá do ní dalšími a dalšími haustorii. Ta za přispění enzymů vnikají hostitelské rostlině přes stěny buněk až do cévních svazků, odkud parazit získává vodu a organické látky. Za příhodných podmínek se její lodyha větví a popíná se po blízkých rostlinách, ze kterých rovněž vysává živiny a často i je zcela umoří. Na podzim po ukončení růstu lodyha uschne, zhnědne, ztvrdne a získá vzhled neuspořádaného klubka drátu.

## Toxicita
Při zkrmování slámy nebo travních porostů, které byly silně napadeny kokoticí evropskou, se u zvířat mohou objevit relativně lehké otravy, jež se projevují poruchami funkce zažívacího ústrojí, tonickými křečemi a záškuby kosterního svalstva. Je domněnka, že původní příčinou může být v kokotici obsažený bergenin, chemická látka mj. považována za lapače volných radikálů a dokáže ochránit lidský organismus před onemocněními, jako jsou Parkinsonova a Alzheimerova choroba či rakovina, jakož i zpomalit stárnutí.